# Wapen van Sint Pieter
Het wapen van Sint Pieter werd op 16 februari 1889 bij Koninklijk Besluit verleend aan de Nederlands Limburgse gemeente Sint Pieter. De gemeente ging op 1 januari 1920 op in de gemeente Maastricht, waarna het wapen niet langer als gemeentewapen in gebruik is.

## Blazoenering
De blazoenering van het wapen luidde als volgt:
In een veld van lazuur een H. Petrus in natuurlijke kleur, met gouden nimbus en gekleed in een toga van zilver, houdend in de rechterhand een gouden sleutel en in de linkerhand een boek van keel met gouden randen; ter rechterzijde van de heilige uit den onderrand van het schild opkomend eene begroeide berg, ter linkerzijde eene kapel met spitsen toren, alles van goud. Het schild omgeven door het randschrift "Gemeentebestuur van St. Pieter".
Het wapen is officieel blauw van kleur met daarop een vrijwel geheel gouden voorstelling. Alleen Sint Pieter en het boek dat hij vasthoudt zijn niet van goud. Op de tekening van het register van de Hoge Raad van Adel is het een rood boek, met gouden bladzijden waar volgens de beschrijving slechts de randen van goud zijn. Ook ontbreekt op de registertekening het randschrift.  De heilige is van natuurlijke kleur, dus zijn hand en hoofd zijn van vleeskleur en zijn haren zijn grijs. De toga die hij draagt is van zilver, dat is in de heraldiek wit. Het boek is rood van kleur. Rechts en links worden in de heraldiek omgedraaid, dus voor de kijker staat links de berg en rechts een kerk, de kerktoren komt van achter het dak. De berg is mogelijk de Sint-Pietersberg, door de berg en de heilige is het wapen een sprekend wapen.
Ambt Montfort
· Amby
· Amstenrade
· Arcen en Velden
· Baexem
· Beegden
· Beek
· Belfeld
· Bemelen
· Berg en Terblijt
· Bingelrade
· Bocholtz
· Borgharen
· Born
· Broekhuizen
· Broeksittard 
· Buggenum
· Bunde
· Cadier en Keer
· Echt 
· Eijsden
· Elsloo
· Eygelshoven
· Geleen
· Gennep
· Geulle
· Grathem
· Grevenbicht
· Gronsveld
· Grubbenvorst
· Gulpen 
· Haelen
· Heel
· Heel en Panheel
· Heer
· Helden
· Herten
· Heythuysen
· Hoensbroek
· Horn
· Horst
· Houthem
· Hulsberg
· Hunsel
· Itteren
· Jabeek
· Kessel
· Klimmen
· Limbricht
· Linne
· Maasbracht
· Maasbree
· Maasniel
· Margraten
· Meerlo
· Meerlo-Wanssum
· Meerssen
· Meijel
· Melick en Herkenbosch
· Merkelbeek
· Mheer
· Montfort
· Munstergeleen
· Neer
· Neeritter
· Nieuwenhagen
· Nieuwstadt
· Noorbeek
· Nuth
· Onderbanken
· Obbicht en Papenhoven
· Ohé en Laak
· Oirsbeek
· Ottersum
· Oud-Valkenburg
· Oud-Vroenhoven
· Posterholt
· Roggel
· Roggel en Neer
· Roosteren
· Schaesberg
· Schimmert
· Schinnen
· Schinveld
· Sevenum
· Simpelveld
· Sint Geertruid
· Sint Odiliënberg
· Sint Pieter
· Sittard
· Slenaken
· Spaubeek
· Stramproy
· Stevensweert
· Susteren
· Swalmen
· Tegelen
· Thorn
· Ubach over Worms
· Ulestraten
· Urmond
· Valkenburg
· Vlodrop
· Wanssum
· Wessem
· Wijlre
· Wijnandsrade
· Wittem